# 李敏 (工部尚書)
李敏，河南江北等處行中書省汝寧府潁州（今安徽省阜陽市）人，明朝工部尚書。
元朝至正末年，其擔任河南行省都鎮撫，后歸順明朝。洪武元年，擔任工部侍郎。洪武六年，升工部尚書。洪武八年，擔任江西等處行中書省參知政事。次年返任工部尚書。洪武十年，任福建都轉運塩使。